# Microcebus tanosi
Microcebus tanosi (лат.) — вид мышиных лемуров, встречающийся в лесах Манантантели и Иворона в юго-восточном Мадагаскаре. Образцы были собраны в апреле 2007 года, однако формально описан вид был только в 2013 году, вместе с другим мышиным лемуром, Microcebus marohita. Это относительно крупный мышиный лемур, живущий в том же регионе, что и Microcebus murinus и Microcebus griseorufus. Шерсть на спине коричневая, на брюхе светлая. О численности популяции данных нет, однако существует угроза популяции в виде разрушения среды обитания.

## Обнаружение
Первые образцы этих животных были собраны в ходе полевых исследований в апреле 2007 года. Тогда было поймано шесть мышиных лемуров в лесу Манантантели и четырёх в лесу Иворона близ города Тауланару. Описан вид был лишь в 2013 году, вместе с другим мышиным лемуром, Microcebus marohita. В основу описания легли молекулярные исследования, поскольку внешне эти лемуры очень похожи на родственные виды. Видовое название на малагасийском языке означает «из Аноси» (регион на Мадагаскаре).
Несмотря на то, что этот вид встречается практически в том же районе, что и M. murinus и M. griseorufus, и эти виды считаются симпатричными, между ними не было зафиксировано потока генов.

## Описание
Шерсть на спине тёмно-коричневая, на брюхе и груди светлая. Посередине спины тянется тёмная полоса. Голова с красноватым оттенком. В сравнении с другими мышиными лемурами этом вид довольно крупный. Длина тела составляет от 255 до 275 мм, хвост от 115 до 150 мм.

## Статус популяции
В отличие от Microcebus marohita, который в июле 2012 года получил от Международного союза охраны природы охранный статус «Вымирающий», этот вид ещё не получил охранного статуса. Однако предварительно авторы описания считают, что вид также будет считаться вымирающим, поскольку ареал весьма ограничен и, кроме того, существует угроза разрушения среды обитания.